# Jagdhaus Dobra

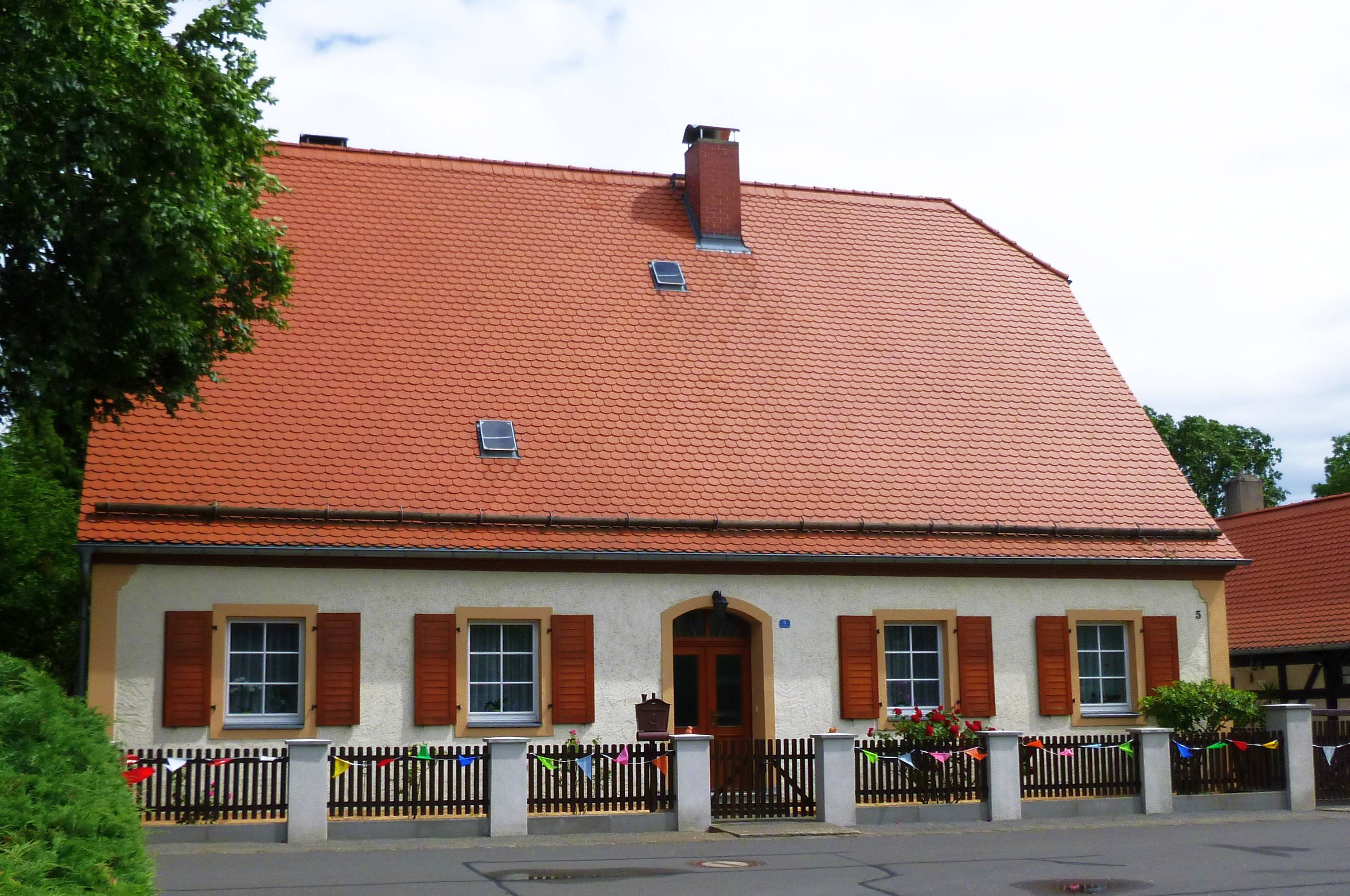
Jagdhaus Dobra

Das Jagdhaus Dobra ist ein denkmalgeschütztes Gebäude im Ortsteil Dobra der Kurstadt Bad Liebenwerda im südbrandenburgischen Landkreis Elbe-Elster. Hier ist das im 18. Jahrhundert entstandene Gebäude mit seinem Nebengelass unweit des Ortszentrums des am Rande der Liebenwerdaer Heide gelegenen Dorfes am Ortsausgang in Richtung Theisa zu finden.

## Baubeschreibung und -geschichte

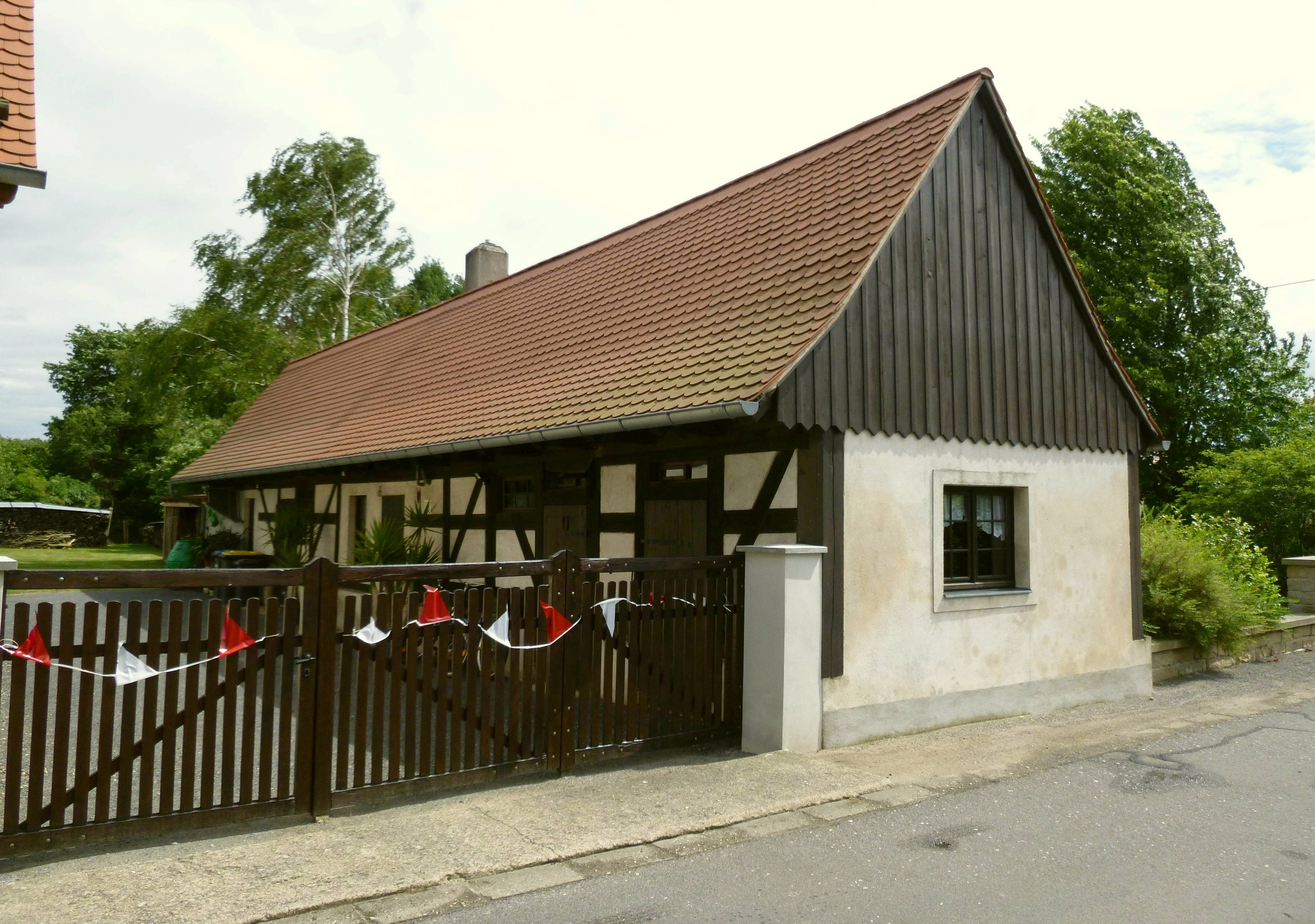
Nebengebäude

### Jagd- und Forsthaus
Errichtet wurde das heute zu sehende Dobraer Jagdhaus in der zweiten Hälfte des 18. Jahrhunderts. Dabei handelt es sich um einen eingeschossigen massiven Ziegelbau mit Krüppelwalmdach. Es wird angenommen, dass es noch unter dem sächsischen Kurfürsten Friedrich August II. (1696–1763) errichtet wurde. Das Liebenwerdaer Heide genannte und östlich von Dobra gelegene Waldgebiet war einst ein altes Jagdrevier der sächsischen Kurfürsten. Bereits in der Mitte des 16. Jahrhunderts wurde dieses Gebiet vom kursächsischen Markscheider und Landvermesser Georg Öder (1511–1581) vermessen. Die kurfürstlichen Jagdgesellschaften wohnten meist im nur wenige Kilometer von Dobra entfernt gelegenen Schloss Liebenwerda, wo auch der Förster bis ins 18. Jahrhundert hinein seine Wohnung hatte und später im Schloss Elsterwerda, das ab 1727 im Besitz des sächsischen Kurfürsten war. Weitere Jagdhäuser in der Heide gab es außer in Dobra außerdem unter anderem in Hohenleipisch und nahe dem mitten in der Heide gelegenen Turmberg, wo sich auch ein kurfürstlicher Jagdgarten befand.

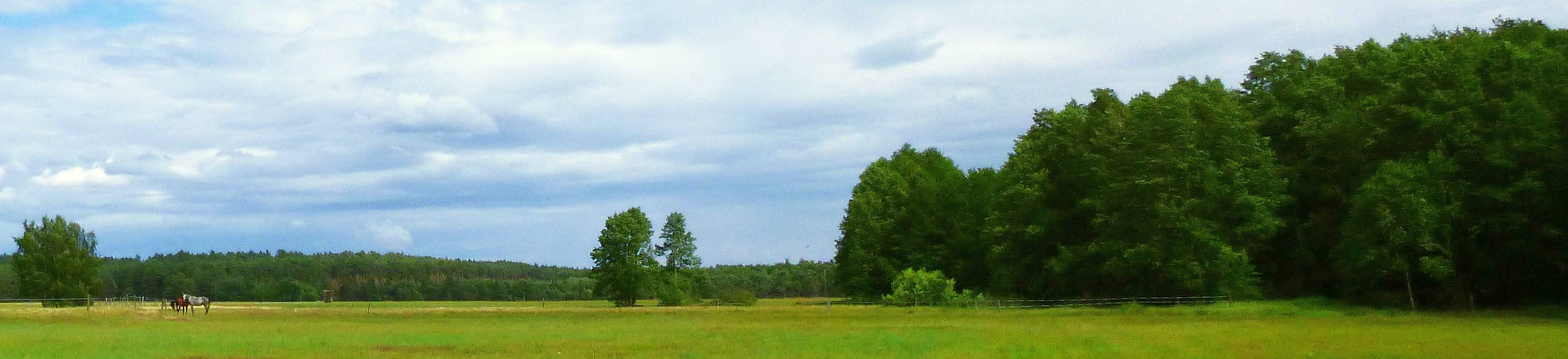
Die Liebenwerdaer Heide nahe dem Dobraer Jagdhaus (2017)

### Neuzeit
Aus dem alten Jagdhaus ging später die Försterei Dobra hervor, von wo aus das Dobraer Forstrevier betreut und bewirtschaftet wurde. Ab 1960 wurden große Teile des Gebietes der alten Liebenwerdaer Amtsheide als Truppenübungsplatz der NVA genutzt und große Waldgebiete wurden aus Sicherheitsgründen und dem Schutz vor westlicher Spionage für die Bevölkerung gesperrt. Daher wurde das alte Jagdhaus in Dobra ab 1960 Wohn- und Dienstsitz eines Militärförsters.
Auf dem Gelände befand sich auch eine Fachwerkscheune, welche in der Mitte des 19. Jahrhunderts entstanden war und welche von der Försterei unter anderem zum Bündeln von Brennholz genutzt wurde. Hier entwickelte sich im Laufe der Zeit ein Betrieb, welcher verschiedene Holzprodukte wie Obst- und Gemüsekisten, Paletten und Verpackungskisten herstellte und in den 1970er Jahren auch auf das benachbarte Grundstück ausdehnte, wo ein Sozialgebäude und ein Heizhaus entstand. Nach der Wende erfolgte die Übernahme durch die Bundesforstverwaltung und der kleine Produktionsbetrieb wurde ausgegliedert, in der Folgezeit privatisiert und bald darauf abgewickelt.
Bis zum Jahre 1994 war das Bundesforstamt noch in Dobra ansässig und in der Folgezeit wurden die Grundstücke des einstigen kurfürstlichen Jagdhauses schließlich privatisiert.

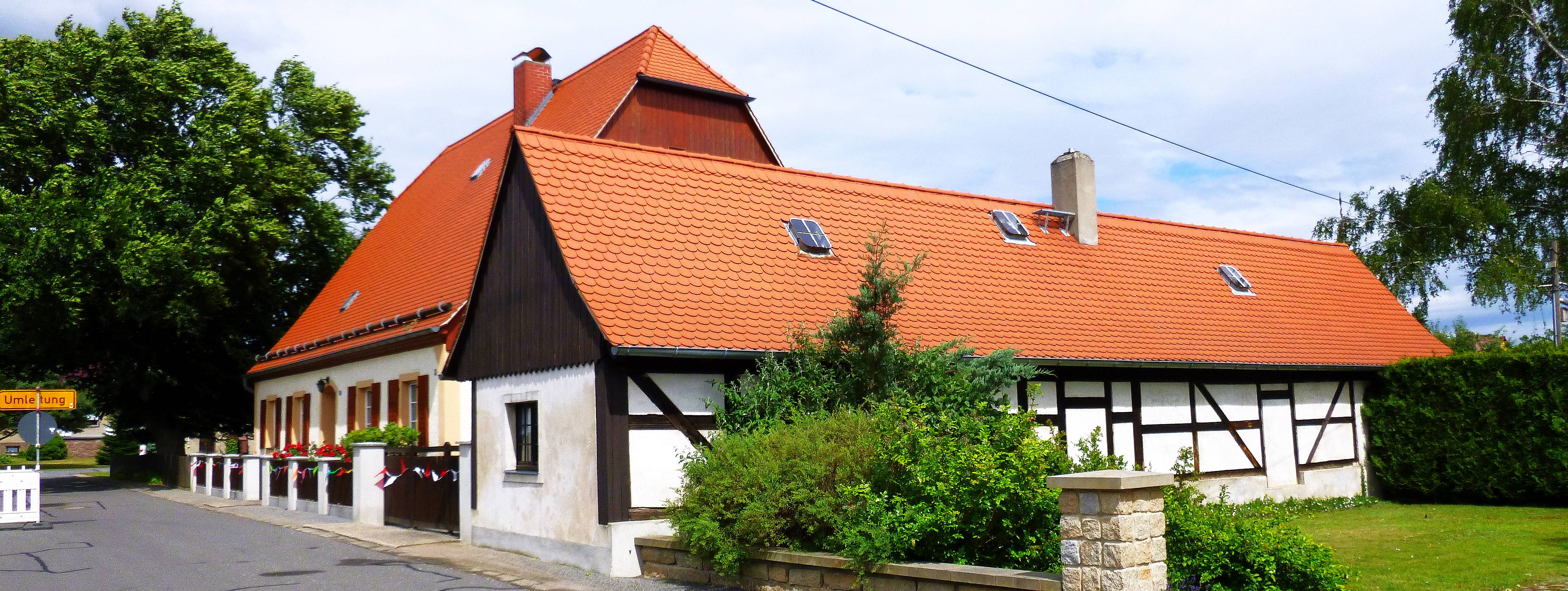